# Азаба
Азаба (Азеба, Азамба) (*д/н — 250) — цар Аксуму в 230—250 роках.

## Життєпис
Посів трон після царя Гадарата близько 230 року. Він та його син Гаріма або Гірмай (GRMT) відомі завдяки південноаравійським написам в Махран-Білкісі, де згадується Шамір, цар Дху-Райдана та Хим'яра, що звертався до Азабу по допомогу проти Сабейського царства. Ймовірно тоді Хим'яр був союзником або васалом Аксуму. Йому спадкував Сембрут.